# Делчев, Борис
Борис Делчев Стойчев — болгарский литературный критик и историк.

## Биография
Родился 22 января 1910 г. в г. Пазарджик. Основное и среднее образование получил в родном городе. В 1933 г. окончил Софийский университет по специальности право, а затем изучал историю искусств в Ecole de Louvre в Париже (1939). До 1944 г. работал адвокатом в Пазарджике и Софии.
Член РМС (1923) и Болгарской коммунистической партии (1930). Участник литературного кружка «Христо Смирненски» (1934—1935). За проявленную политическую деятельность преследовался и был выслан два раза — в Несебыр (1938) и в деревню Бабек.
В 1944—1945 г. — сотрудник ЦК БКП, отдела Агитации и пропаганды. Культурный атташе в Париже (1949—1952). Начальник кабинета председателя Президиума Народного собрания (1953—1956) Георгия Дамянова. Главный редактор, а позже редактор издательства «Болгарский писатель» (1956 – 1970).
Первая его публикация — «О некоторых серьёзных ошибках в нашей беллетристике» («РЛФ», бр. 148, 26 ноября 1933) — по поводу книги Христо Белева «Замена знамён». Сотрудничал с такими изданиями как «Кормило», «Светлоструй», «Заря», «Литературен глас», «Час», «Нова камбана», «Философски преглед», а с 9 сентября 1944 г. — в многих периодических изданиях.
Член Союза болгарских писателей. Заслуженный деятель культуры (1965).
Скончался 6 апреля 1987 г. в Софии.